# SimCity (gra komputerowa 2013)
SimCity (lub SimCity 5) – amerykańska komputerowa gra ekonomiczna z serii SimCity studia Maxis, która została wydana przez Electronic Arts 5 marca 2013 roku w Ameryce Północnej i 7 marca w Europie. Podobnie jak w poprzednich odsłonach, głównym celem rozgrywki jest stworzenie optymalnego planu funkcjonalnego i jego ciągłe rozwijanie i rozbudowywanie lub przynajmniej utrzymywanie na względnie stałym poziomie. Po raz pierwszy od czasów SimCity 4 do tworzenia kolejnej części serii SimCity powróciło studio Maxis.

## Produkcja
Oficjalne ogłoszenie produkcji i pracy nad grą odbyło się podczas pokazów na Game Developers Conference 6 marca 2012 roku. Producent zaprezentował również dwa nowe zwiastuny gry na Electronic Entertainment Expo 2012, pokazując zarazem po raz pierwszy możliwości, jakie daje nowy silnik GlassBox.

## Silnik gry
W czterech częściach filmu na konferencji poświęconej grze zostały przedstawione przez Dana Moskowitza, głównego projektanta gry, zachowania symulacji silnika na różnych przykładach. W odróżnieniu od wszystkich poprzednich produkcji z logiem SimCity, Maxis wyprodukował grę używającą zupełnie nowy silnik symulacji o nazwie GlassBox, który przyjął inne rozwiązania od swoich poprzedników. W poprzednich odsłonach serii kluczową częścią było kontrolowanie zaawansowanych statystyk, na podstawie których gra tworzyła określone animacje graficzne do reprezentowania tych danych. Silnik GlassBox natomiast zastępuje te często niezwiązane ze sobą statystyki czynnikami jednostek symulacyjnych, które z kolei reprezentują różne wydarzenia podczas rozgrywki. Każda konkretna animacja jest bezpośrednio związana z czynnikiem działalności (tzw. agenci). Na przykład zamiast wyświetlania po prostu zwykłych animacji do zaprezentowania graczowi symulowanego problemu, takich jak chociażby utrudniony przepływ ruchu spowodowany korkiem ulicznym, jest on stwarzany dynamicznie przez konkretne masy pojazdów konkretnych Simów, które przemieszczają się w konkretnym celu, na przykład do pracy, po zakupy czy do przyjaciół. Zatem każda graficzna symulacja nie jest przypadkowa, przedstawia logiczny ciąg zdarzeń spowodowany właśnie decyzjami gracza. W ten sposób autorzy zrzucili na twórcę miasta większą niż dotychczas odpowiedzialność nawet za pojedyncze decyzje.
GlassBox pozwala na swobodne poruszanie kamerą w trójwymiarowej przestrzeni i bardzo duże zbliżanie widoku. Ponadto po raz pierwszy w serii można zwiedzać metropolię na poziomie zwykłego przechodnia. Tym razem podczas rozgrywki nie doświadczymy znikania różnych obiektów jak to miało miejsce chociażby w SimCity 3000 – każda wykonywana przez tę grę akcja jest odwzorowana w taki sposób, aby każdy jej element był widoczny dla gracza, na przykład ruch pojazdów czy życie konkretnych Simów.
Gra jest wieloosobowa, gracz jednak ma możliwość rozgrywania jej w pojedynkę, lecz niezależnie od tego potrzebny jest Internet.

## Wymagania sprzętowe
Wstępne zapowiedzi producentów ujawniły wymagania techniczne, jakie będą musieli spełnić nabywcy SimCity. Przede wszystkim gra wymaga procesora typu AMD Athlon 64 X2 Dual-Core 4000+ lub Intel Core 2 Duo 2,0 GHz (a także ewentualne nowsze wersje) oraz karty graficznej typu ATI Radeon HD 2x00, Nvidia GeForce 7800 lub Intel Series 4 z 256 MB pamięci. Pamięć RAM będzie musiała być minimum na poziomie 2 GB. Poinformowano również, że gra na pewno jest obsługiwana przez systemy Microsoft Windows: XP, Vista, 7 i 8.
SimCity wymaga również stałego połączenia z Internetem za pośrednictwem zainstalowanej na komputerze platformy Origin.

## Odbiór gry
Pierwsze recenzje gry pojawiły się w Internecie już 4 marca. Portale recenzenckie w porównaniu z poprzednimi odsłonami nisko oceniły grę - Gamespot wystawił ocenę 5/10, IGN 5/10(obecnie 7/10), Metacritic 66/100. Dziennikarze pozytywnie ocenili grafikę i przystępność dla nowych graczy. Kwestionowali jednak zbyt małe mapy pod budowę miast oraz brak możliwości sprawdzenia gry w sieci (dziennikarze oceniali wersje recenzenckie gry, kiedy serwery dla normalnych graczy jeszcze nie działały).

### Kontrowersje
Po premierze gry pojawiły się trudności ze stabilnością serwerów EA. Przez kilka dni użytkownicy nie mogli połączyć się z serwerem lub połączenie było bardzo niestabilne.
Recenzje opublikowane po premierze gry były z tego powodu bardzo niskie. Renomowany serwis GameSpot ocenił SimCity na 5/10, serwis Destructoid wystawił 4/10, a Polygon - z początkowej oceny 95/100 - obniżył ją do poziomu 40/100. Portale recenzenckie krytykowały kłopoty z połączeniem oraz wymuszoną konieczność pozostawania Online w grze pojedynczej.
W internecie pojawiła się petycja graczy o udostępnienie łatki pozwalającej na grę bez podłączenia do sieci. Electronic Arts obiecał użytkownikom darmową grę ze swojego katalogu w ramach zadośćuczynienia za kłopoty z połączeniem, jednakże odrzucił petycję użytkowników, tłumacząc się "potrzebą użycia zaawansowanej inżynierii" do dezaktywowania zabezpieczeń DRM. Później pojawiła się informacja od domniemanego byłego pracownika Maxis, iż jest to kłamstwo, co potwierdza fakt, że w grę można zaskakująco długo grać z przerwanym połączeniem do Internetu. Wydawca nie spodziewał się takiej ilości połączeń z serwerem.